# Gallsyremalabsorption
Gallsyremalabsorption, gallsaltsdiarré eller gallsyrediarré är ett sjukdomstillstånd som kan orsaka ett flertal sjukdomar, däribland kronisk diarré. Det kan bero på malabsorption som uppkommit av andra mag- och tarmsjukdomar eller vara den primära sjukdomen som i det senare fallet beror på för stor produktion av gallsyra. Det kan behandlas framgångsrikt med gallsaltsbindande medel. Gallsyremalabsorption misstas ofta för irritabel tarm.

## Klassifikation
Gallsyremalabsorption upptäcktes första gången 1967 av Alan Hofmann, och kallades då cholerhetisk enteropati. När senare andra varianter upptäcktes, däribland en idiopatisk, uppställdes en klassifikation med tre typer.
- Typ 1: Gallsyremalabsorption till följd av resektion av terminala ileum eller tarminflammation, såsom vid Crohns sjukdom.
- Typ 2: Idiopatisk gallsyremalabsorption, eller primär gallsyremalabsorption.
- Typ 3: Sekundär gallsyremalabsorption i förhållande till ett flertal andra mag- och tarmsjukdomar, exempelvis efter cholecystektomi, vagotomi, kronisk pankreatit, mikroskopisk kolit, diabetes mellitus,[1] med mera.

## Symtom
Det typiska symtomet är kronisk, vattnig diarré. Vid svårare fall förekommer steatorré, det vill säga fettrik avföring. Ibland kan avföringen vara ljus. Tarmproblemen kan ge magsmärtor, mer illaluktande flatulens, och häftiga tarmrörelser. Efter en tid kan personen märka av viktminskning, och det finns en ökad risk för gallsten, njursten, och näringsbrist, däribland vitamin B12-brist. Vitamin B12-brist kan yttra sig i trötthet och en känsla av andfåddhet.

## Sjukdomsmekanismer
Diarrén beror på att en större mängd gallsyra än normalt når kolon, vilket signalerar att tarmen ska utsöndra elektrolyter och vatten.